# Каримов, Дмитрий Шарифьянович
Дми́трий Шарифья́нович Кари́мов (род. 23 октября 1978, Свердловск, Свердловская область, РСФСР, СССР) — российский серийный убийца, насильник и грабитель. Орудовал в середине 2000-х в Екатеринбурге в районе Завода железобетонных изделий (ЖБИ), за что получил прозвище «Маньяк с ЖБИ». Совершил 10 нападений на женщин, 7 из которых закончились убийствами.

## Биография

### Первое преступление
Каримов работал каменщиком в Екатеринбурге. Первое преступление совершил в 2004 году. Напав на свою подругу Викторию Аитову, он нанёс ей несколько ударов кулаками, затем изнасиловал и начал душить верёвкой, в результате чего она потеряла сознание. Решив, что Аитова мертва, Каримов бросил тело под теплотрассу, предварительно забрав мобильный телефон. Девушка, очнувшись, обратилась в милицию, однако не заявила об изнасиловании и покушении на убийство; впоследствии Аитова объяснила, что «она только что устроилась на работу, и ей не нужны были проблемы с милицией». Каримов был арестован за грабёж и нанесение телесных повреждений и приговорён к 2 годам лишения свободы условно.

### Убийства
Первое убийство Каримов совершил 28 ноября 2005 года на территории екатеринбургского ЦПКиО имени Маяковского; жертвой стала 15-летняя Татьяна Шугаева, прогулявшая в тот день уроки и гулявшая по парку. Добычей убийцы стали мобильный телефон, 700 рублей и золотая цепочка, а также документы, которые он впоследствии сжёг.
В течение последующих 3 месяцев Каримов совершил 6 убийств — 35-летней Елены Колесниковой (в декабре 2005 года), 55-летней Натальи Бутенко (18 февраля 2006 года), Елены Докучаевой (23 февраля), 19-летней Оксаны Кусакиной (27 февраля), 22-летней Ольги Тихоновой (5 марта) и Юлианны Темиргазовой (12 марта). Знакомясь с будущими жертвами, он либо представлялся приезжим и просил показать ему достопримечательности Екатеринбурга, либо представлялся милиционером и просил пройти с ним в отделение милиции. Иногда же Каримов нападал неожиданно и, в отличие от большинства маньяков, определённого почерка не имел. Различались также и способы убийств — в одних случаях Каримов наносил удары ножом (на одной из его жертв насчитали 25 ножевых ранений), в других душил руками либо верёвкой.
Все убийства, кроме одного, Каримов совершил в районе Завода железобетонных изделий (ЖБИ), за что его впоследствии прозвали «Маньяком с ЖБИ».

### Арест, следствие и суд
В середине марта 2006 года убийца напал в районе завода ЖБИ на двух девушек; несмотря на ножевые ранения, им удалось спастись. 22 марта 2006 года Дмитрий Каримов был арестован и опознан ими. На следствии он не отрицал почти ничего, лишь упорно не сознавался в изнасилованиях, говоря, что жертвы сами предлагали ему заняться сексом с ними. Он спокойно рассказывал об убийствах, показывал места преступлений на следственных экспериментах. Всего он признался в 7 убийствах и 3 покушениях на убийство, сопряжённых с изнасилованием.
Судебно-психиатрическая экспертиза поставила Каримову диагноз — «смешанно-мозаичное расстройство личности», следствием которого было неуравновешенное поведение. Вместе с тем он был признан вменяемым. На суде Каримов ни в чём не раскаялся. Он сидел, опустив голову, и ни разу не посмотрел в сторону родственников своих жертв.
15 марта 2007 года Дмитрий Каримов был приговорён к пожизненному лишению свободы. Его также обязали выплатить родственникам погибших 500 000 рублей в качестве компенсации, а жертве покушения — 50 000 рублей. Верховный суд России оставил приговор без изменения.
Был отправлен отбывать наказание в исправительную колонию «Белый лебедь» в Пермском крае.

## В массовой культуре
- Документальный фильм «Невыносимая жестокость» из цикла «Вне закона» (2008)
- Документальный фильм «Стальная хватка» из цикла «Криминальные хроники» (2009)